# Christopher Wren

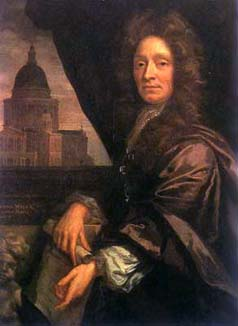
Christopher Wren

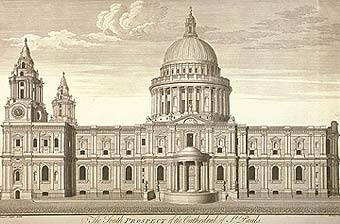
Wrens ausgeführter Entwurf für St Paul’s Cathedral

Sir Christopher Wren (* 20. Oktoberjul. / 30. Oktober 1632greg. in East-Knoyle in Wiltshire; † 25. Februar 1722jul. / 8. März 1723greg. in Hampton Court) war ein britischer Astronom und Architekt. Er gehörte zu den Gründungsmitgliedern („Founder Fellows“) der Royal Society, deren Präsident Wren von 1680 bis 1682 war.

## Leben und Wirken
Wren ist ein Sohn seines gleichnamigen Vaters Christopher Wren (1589–1658) und dessen Frau Mary Cox († 1647).
Am 25. Juni 1650 begann er am Wadham College in Oxford zu studieren. 1657 wurde er Professor für Astronomie am Gresham College in London. 1659 wurde er Professor an der University of Oxford. Daneben beschäftigte ihn besonders die Baukunst.
1661 hat Wren den ersten Regenmesser konstruiert.
1665 ging er nach Frankreich, um die unter Ludwig XIV. errichteten Bauwerke zu studieren, wodurch er zu einem strengen Klassizismus geführt wurde. Nach dem großen Brand von London (1666) wurde er zum Baumeister der Stadt und 1668 zum königlichen Generalarchitekten von England ernannt. Zusammen mit Robert Hooke entwickelte er die Pläne zum Wiederaufbau Londons. Als solcher hat er über 60 Kirchen und öffentliche Gebäude, darunter den neuen Teil des Hampton Court Palace, den Palast zu Winchester, den Kensington Palace, die Bibliothek des Trinity College zu Cambridge, gebaut. Sein Hauptwerk ist die von 1675 bis 1710 erbaute St Paul’s Cathedral in London.
Wren ist eine der hervorragendsten Erscheinungen in der englischen Architektur. Wie viele englische Baumeister der Zeit war er Autodidakt. Seine Bedeutung lag darin, dass er als einer der ersten Architekten bewusst in unterschiedlichen Stilen baute. Zwar bevorzugte er für viele Bauwerke einen nüchternen Klassizismus, doch finden sich auch andere Stilelemente bei ihm, sei es dem italienischen Barock, sei es der Gotik entlehnt. Dieser Hang zum Eklektizismus blieb in der Folgezeit in der englischen Architektur bestehen.
Sein langjähriger Mitarbeiter Nicholas Hawksmoor war im Anschluss an die Zusammenarbeit mit Wren Mitarbeiter von John Vanbrugh und leitete die Bauausführung unter anderem von Blenheim Palace und Castle Howard.
Dass man ihm ein Denkmal errichtete, lehnte Wren immer ab. Sein Werk sollte für ihn sprechen. So erinnert seine Grabplatte in der Krypta der St Paul’s Cathedral mit der Inschrift Lector, si monumentum requiris, circumspice („Betrachter, wenn Du ein Denkmal suchst, sieh dich um“) an den Architekten.
Am 18. Mai 1691 wurde Wren Mitglied der Freimaurer. Die Aufnahmezeremonie fand bezeichnenderweise in der St Paul’s Cathedral statt. Dieses Ereignis wird in den Tagebüchern von John Evelyn erwähnt.

## Ehrungen
Am 20. November 1673 wurde Wren in Anerkennung seiner Verdienste als Knight Bachelor geadelt und führte fortan das Prädikat „Sir“.
1986 wurde der Asteroid (3062) Wren nach ihm benannt.

## Bauten
Christopher Wrens Hauptwerk ist die von 1675 bis 1710 erbaute St Paul’s Cathedral in London. Auch das Sheldonian Theatre in Oxford und das Pembroke College in Cambridge gehen auf ihn zurück. Mit Robert Hooke entwarf er das Monument zur Erinnerung an den Großen Brand.